# Svenska mästerskapen i längdskidåkning 1987
Svenska mästerskapen i längdskidåkning 1987 arrangerades i Örnsköldsvik den 25-31 januari. 

## Medaljörer, resultat

### Herrar
| Gren                  | Guld                                                     | Guld                                                     | Guld      | Silver                                                         | Silver                                                         | Silver    | Brons                                                      | Brons                                                      | Brons     |
| 15 km (K)             | Gunde Svan                                               | Dala-Järna IK                                            | 41.28,2   | Thomas Wassberg                                                | Åsarna IK                                                      | 41.59,6   | Torgny Mogren                                              | Åsarna IK                                                  | 42.01,5   |
| 30 km (K)             | Gunde Svan                                               | Dala-Järna IK                                            | 1.30.42.0 | Thomas Wassberg                                                | Åsarna IK                                                      | 1.30.49,1 | Jan Ottosson                                               | Åsarna IK                                                  | 1.31.06,2 |
| 50 km (F)             | Torgny Mogren                                            | Åsarna IK                                                | 2.12.23,2 | Gunde Svan                                                     | Dala-Järna IK                                                  | 2.13.26,6 | Jan Ottosson                                               | Åsarna IK                                                  | 2.15.50,2 |
| Stafett 3 x 10 km (F) | Åsarna IK (Jan Ottosson, Thomas Wassberg, Torgny Mogren) | Åsarna IK (Jan Ottosson, Thomas Wassberg, Torgny Mogren) | 1.27.25,1 | Dala-Järna IK (Erik Östlund, Sven-Erik Danielsson, Gunde Svan) | Dala-Järna IK (Erik Östlund, Sven-Erik Danielsson, Gunde Svan) | 1.28.37,1 | Domnarvets GIF (K. Andersson, Benny Kohlberg, T. Eriksson) | Domnarvets GIF (K. Andersson, Benny Kohlberg, T. Eriksson) | 1.29.08,8 |
| Lagtävling 15 km      | Åsarna IK (Thomas Wassberg, Torgny Mogren, Jan Ottosson) | Åsarna IK (Thomas Wassberg, Torgny Mogren, Jan Ottosson) | 2.06.53,9 | Dala-Järna IK                                                  | Dala-Järna IK                                                  | 2.07.14,8 | Domnarvets GIF                                             | Domnarvets GIF                                             | 2.08.21,2 |
| Lagtävling 30 km      | Åsarna IK (Thomas Wassberg, Jan Ottosson, Torgny Mogren) | Åsarna IK (Thomas Wassberg, Jan Ottosson, Torgny Mogren) | 4.35.24,7 | Dala-Järna IK                                                  | Dala-Järna IK                                                  | 4.40.32,2 | Hakkas GIF                                                 | Hakkas GIF                                                 | 4.42.20,9 |
| Lagtävling 50 km      | Åsarna IK (Torgny Mogren, Jan Ottosson, Thomas Wassberg) | Åsarna IK (Torgny Mogren, Jan Ottosson, Thomas Wassberg) | 6.45.48,2 | Dala-Järna IK                                                  | Dala-Järna IK                                                  | 6.51.09,4 | Domnarvets GIF                                             | Domnarvets GIF                                             | 6.54.28,3 |

### Damer
| Gren                 | Guld                                                               | Guld                                                               | Guld      | Silver                                                     | Silver                                                     | Silver    | Brons                                                       | Brons                                                       | Brons     |
| 5 km (K)             | Marie-Helene Westin                                                | Sollefteå SK                                                       | 18.00,6   | Annika Dahlman                                             | IFK Lidingö                                                | 18.14,7   | Eva-Lena Karlsson                                           | IFK Sävsjö                                                  | 18.25,7   |
| 10 km (K)            | Annika Dahlman                                                     | IFK Lidingö                                                        | 36.00,0   | Marie-Helene Westin                                        | Sollefteå SK                                               | 36.02,0   | Lis Frost                                                   | Sollefteå SK                                                | 36.56,5   |
| 20 km (F)            | Marie-Helene Westin                                                | Sollefteå SK                                                       | 58.09,9   | Karin Lamberg-Skog                                         | IFK Mora                                                   | 1.00.11,3 | Lis Frost                                                   | Sollefteå SK                                                | 1.01.12,7 |
| Stafett 3 x 5 km (F) | Sollefteå SK (Eva Korpela, Lis Frost, Marie-Helene Westin)         | Sollefteå SK (Eva Korpela, Lis Frost, Marie-Helene Westin)         | 48.47,8   | IFK Lidingö (Anna Frithioff, H. Blomqvist, Annika Dahlman) | IFK Lidingö (Anna Frithioff, H. Blomqvist, Annika Dahlman) | 49.55,1   | IFK Mora (Marie Johansson, K. Värnlund, Karin Lamberg-Skog) | IFK Mora (Marie Johansson, K. Värnlund, Karin Lamberg-Skog) | 50.37,4   |
| Lagtävling 5 km      | IFK Mora (Marie Johansson, Karin Lamberg-Skog, Anna-Karin Olander) | IFK Mora (Marie Johansson, Karin Lamberg-Skog, Anna-Karin Olander) | 56.23,2   | Sollefteå SK                                               | Sollefteå SK                                               | 56.29,9   | Lycksele IF                                                 | Lycksele IF                                                 | 58.36,0   |
| Lagtävling 10 km     | Stockviks IF (Karin Svingstedt, Catrin Larsson, Annika Zell)       | Stockviks IF (Karin Svingstedt, Catrin Larsson, Annika Zell)       | 1.55.51,2 | IFK Mora                                                   | IFK Mora                                                   | 1.56.02,5 | Sorsele SK                                                  | Sorsele SK                                                  | 1.59.48,9 |
| Lagtävling 20 km     | Sollefteå SK (Marie-Helene Westin, Lis Frost, Eva Korpela)         | Sollefteå SK (Marie-Helene Westin, Lis Frost, Eva Korpela)         | 3.01.37,5 | Stockviks IF                                               | Stockviks IF                                               | 3.10.21,8 | IFK Lidingö                                                 | IFK Lidingö                                                 | 3.13.57,9 |

### Webbkällor
- Svenska Skidförbundet